# Timothy Taylor (Schachspieler)
Timothy Taylor (* 9. Februar 1953) ist ein US-amerikanischer Schachspieler, Autor und Regisseur.

## Leben
1977 gewann er gemeinsam mit Leonid Schamkowitsch und Andrew Soltis das US Open. 1978 spielte er für die US-amerikanische Nationalmannschaft bei der U26-Weltmeisterschaft in Mexiko-Stadt am zweiten Reservebrett. Seit 1982 trägt er den Titel Internationaler Meister. Seine höchste Elo-Zahl war 2480 im Jahre 1985. 
Außer Schach verfolgt Timothy Taylor noch andere Interessen: Er ist auch Autor der Romane Elaine the Fair und Amanda sowie Regisseur des Films Wicked Pursuits.

## Schachbücher
- Bird’s Opening (2005)
- Pawn Sacrifice (2008)
- True Combat Chess (2008)
- The Budapest Gambit (2009)
- Alekhine Alert (2010)
- Slay the Spanish (2011)
- Slay the Sicilian (2012)